# Južni konus
Južni konus (Cono Sur ili Cone Sul), geografska regija sastavljena od najjužnijih područja Južne Amerike. On tipično uključuje Argentinu, Čile, Urugvaj, Paragvaj i najjužniji dio Brazila (Rio Grande do Sul, Santa Catarina, Paraná i São Paulo). Rijetko se uključuje Bolivija, iako ona geografski tvori dio regije. Argentina, Čile i Urugvaj uvijek se ubrajaju kao zemlje Južnog konusa.

## Jezik
Glavni jezici koji se govore u regiji su španjolski i portugalski, te autohtoni aymara, guarani, mapudungun (ili mapuche) i quechua. Engleski se govori na Islas Malvinas (ili Falklandskim otocima), spornom teritoriju između UK (koji zauzima otoke) i Argentine. Talijanskim, francuskim i velškim govore potomci imigranata u Argentini. U manjem opsegu isto vrijedi za njemački i korejski u Čileu, dok se u Brazilu govori francuskim, velškim, njemačkim i japanskim. Općenito se može reći da ono što vrijedi za Argentinu vrijedi i za Urugvaj, gdje velik dio stanovništva govori portuñolom, pidžin jezikom brazilsko portugalskog i argentinsko/urugvajsko španjolskog.

## Ljudi, obrazovanje i standardi života
U kontrastu s većinom Latinske Amerike, stanovništvo Argentinu, Čile, Urugvaj i najjužniji dio Brazila sastavljeno je većinom od ljudi europskog porijekla s relativno malim brojem ljudi miješane rase.
Također je zanemariv broj domorodačkog indijanskog stanovništva, dok je u urugvajskom slučaju domorodačko stanovništvo u potpunosti izumrlo.
Paragvaja sastavljena od mestika (miješanih Europljana i Indijanaca), nije neuobičajeno da mješavina naginje više prema europskom elementu (suprotstavljenom relativno jednakoj količini oba), a u nekim je slučajevima to jedini razlučivi element. 
Druga istaknuta i vjerojatno najznačajnija karakteristika Južnog konusa je visok prosjek standarda i kvaliteta života. Iako je Brazil poznat po priličnoj nejednakosti mogućnosti, HDI (Human Development Index ili indeks ljudskog razvoja) južne regije može se usporediti sa zemljama poput Bosne i Hercegovine, Bugarske i Lavije. Urugvaj, u kojem nepismenost tehnički ne postoji, dostiže istu razinu tog društvenog razvoja iako je suočen s prirodnim ograničenjima u industrijskom i ekonomskom razvoju. Argentina i Čile se prema HDI-ju smatraju razvijenim zemljama jer njihovi indeksi nadilaze mnoga mjesta u Europi i ostale regije Prvoga svijeta. Visoka očekivana dob, zdravlje i pristup obrazovanju, značajno sudjelovanje u svjetskoj ekonomiji i profil nenadane ekonomije čini Južni konus najuspješnijom makroregijom Latinske Amerike.

## Povijesne značajke, klima, osebujnosti
Iako mnogi teoretičari razvoj povezuju s umjerenom regijom, jasno je da je europska namjera u koloniziranju ove regije bilo promicanje nove perspektive života nasuprot većini latinoameričkih regija te Afrike i Azije, gdje je kolonizacija označavala obogaćivanje kolonije. Ljudi koji su zauzeli regiju bježali su iz ratova, često gladujući u svojim vlastitim zemljama ili tražeći osobno blagostanje u svim razdobljima od vremena otkrića.
Vrste klima su humidna suptropska, mediteranska, brdsko tropska, maritimno umjerena, subantarktička umjerena, brdsko hladna, pustinjska i semiaridino umjerena. S izuzetkom sjeverne regije Argentine (termalni ekvator u siječnju), čitav Paragvaj i regije poput Porto Alegrea, argentinsko-brazilske granice i unutrašnjosti pustinje Atacama rijetko pate od intenzivnih vrućina. Zima pokazuje većinom hladne temperature osim u Andama i pustinji Patagoniji (gotovo nenaseljene regije). Jaki i stalni vjetrovi i visoka humidnost donosi zimi osjećaj niskih temperatura. U ovoj regiji se nalazi pustinja Atacama, najsuše mjesto na Zemlji.
Najosebujnija biljka u regiji je drvo Araucaria (pinus) koje se većinom može vidjeti u Argentini i Brazilu. Jedine autohtone vrste pinusa pronađene na južnoj hemisferi imale su svoje podrijetlo na Južnom konusu. Stepska regija, koja je smještena u Argentini i Brazilu, poznata je pod nazivom pampe, a njeni tipični stanovnici imaju mješavinu portugalske, španjolske i indijanske krvi, te se nazivaju gauchi. Maritimna tropska stabla, tundra, mediteranska vegetacija i pustinjske biljke predstavljaju prirodne okolnosti regije. Patagonija je, osim Antarktike, najčišće mjesto na Zemlji.

## Više informacija
- Mercosur